# Jan Grotenhuis
Johannes Antonius (Jan) Grotenhuis (Barneveld, 18 april 1922 – 27 januari 1999) was een Nederlands politicus van de KVP.
In 1950 werd hij voor het Nederlands Katholiek Vakverbond (NKV) districtsbestuurder in Overijssel en midden 1962 kwam hij met voorkeurstemmen in de Provinciale Staten van Overijssel. In december 1966 werd Grotenhuis benoemd tot burgemeester van Ootmarsum en in november 1972 volgde zijn benoeming tot burgemeester van Geertruidenberg. Daarna was Grotenhuis van april 1978 tot zijn pensionering in 1987 burgemeester van Grave. Begin 1999 overleed hij op 76-jarige leeftijd.